# جوزيف ستراتون
جوزيف ستراتون هو سياسي أمريكي، ولد في سبتمبر 1855 في كندا، وتوفي في 1922.